# Peucetia viveki
Peucetia viveki är en spindelart som beskrevs av Gajbe 1999. Peucetia viveki ingår i släktet Peucetia och familjen lospindlar. Inga underarter finns listade i Catalogue of Life.